# Luke Letcher
Luke Letcher (Canberra, 11 giugno 1994) è un canottiere australiano, vincitore del bronzo nel quattro di coppia a Tokyo 2020.

## Biografia
Ai mondiali under 23 di Rotterdam 2016 ha vino l'oro nel quattro di coppia.
Ha rappresentato l'Australia ai Giochi olimpici estivi di Tokyo 2020, dove ha vinto la medaglia di bronzo nel quattro di coppia, con Jack Cleary, Caleb Antill e Cameron Girdlestone.

## Palmarès
- Giochi olimpici

Tokyo 2020: bronzo nel 4 di coppia;
- Mondiali U23

Rotterdam 2016: oro nel quattro di coppia;